# Scyliorhinus canicula
La pintarroja, pintarrosa o pintada de Cantabria (Scyliorhinus canicula) es una especie de elasmobranquio carcarriniforme de la familia Scyliorhinidae. Es un tiburón gato muy común en las costas cantábricas y murciana.

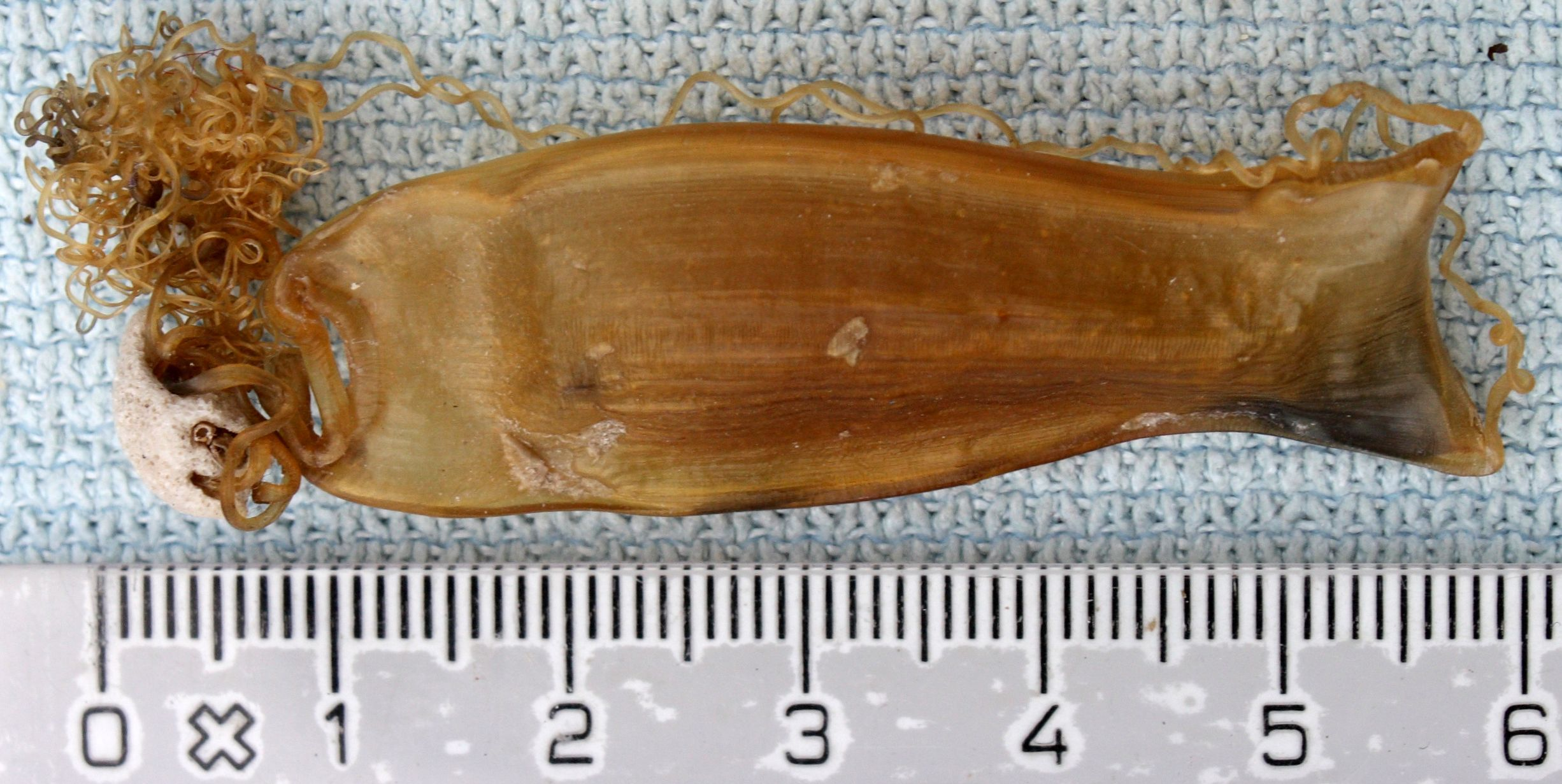
Huevo

## Características
Posee un cuerpo alargado y una cabeza con morro corto y redondeado. Mide entre 40 y 50 cm de longitud, pudiendo llegar hasta un máximo de 100 cm. Su dorso es de color gris amarillento con pequeñas manchas pardas, negras y, en ocasiones, blancas más pequeñas que en el alitán. Su vientre es enteramente de color crema. Su piel es áspera y está cubierta de dentículos dérmicos. 
Posee ocho aletas: Dos pectorales, delante de las cuales se encuentran cinco hendiduras branquiales, dos pélvicas, largas y unidas en los machos por el margen interno,dos dorsales que se encuentran en posición distal respecto a la cabeza, una aleta anal corta y detrás de ésta una aleta caudal asimétrica. En la parte inferior de la cabeza se encuentran sus orificios nasales que están conectados con la boca a través de dos canales que se forman por una depresión del labio superior. Posee surcos labiales en la mandíbula inferior. Sus dientes son numerosos y pluricúspides

## Distribución
Se encuentra en aguas frías y templadas, distribuido en el Atlántico nororiental, desde Noruega e islas británicas hasta Senegal y Costa de Marfil, incluyendo el Mediterráneo, donde es más abundante.

## Historia natural
Es una especie demersal, se encuentra en la plataforma continental y reposa sobre fondos arenosos desde los veinte hasta los 400 m de profundidad, siendo más abundante entre los 150 y los 300 m. Se alimenta de crustáceos, moluscos y cefalópodos marinos. Suele ser de hábitos nocturnos[cita requerida]

## Reproducción
Es una especie ovípara, que se desplaza a aguas profundas para reproducirse entre los meses de verano y otoño y cuya hembra migra posteriormente hacia aguas someras para desovar en el periodo de noviembre. En el desove, la hembra pone alrededor de 100 huevos, depositados a pares, y con una forma rectangular y alargada. Estos poseen un recubrimiento córneo y están fijados al sustrato (algas) mediante prolongaciones filamentosas. Tardan en eclosionar de cinco a once meses, en función de la temperatura del agua. Las crías miden 10 cm al nacer.

## Pesca y comercialización
Se captura durante todo el año principalmente mediante arrastre de fondo, palangre y enmalle. Sin embargo tiene poco interés tanto deportivo como comercial. Se utiliza principalmente para la obtención de aceite y pasta de pescado.